# حمید زینی‌زاده
حمید زینی‌زاده، مدیرعامل اسبق باشگاه تراکتورسازی تبریز است. وی در سال ۱۳۹۲ پس از استعفای محمدحسین جعفری، توسط هیئت مدیره باشگاه تراکتورسازی به عنوان مدیرعامل این باشگاه برگزیده شد.

## سوابق
حمید زینی‌زاده، پیش از این به عنوان قائم‌مقام و معاون اقتصادی باشگاه تراکتورسازی فعالیت می‌کرد. وی در ۱۷ اریبهشت ۱۳۹۲، پس از استعفای محمدحسین جعفری، به عنوان سرپرست باشگاه به کار گرفته شد؛ تا این که پس از جلسه هیئت مدیره باشگاه تراکتورسازی تبریز در۲۲ اردیبهشت ۱۳۹۲، به انتخاب این هیئت به عنوان مدیرعامل باشگاه انتخاب شد.